# Vitus Loers
Vitus Loers (* 1792 in Großheide bei Mönchen-Gladbach; † 26. September 1862 in Trier) war ein deutscher Altphilologe und Direktor des Trierer Friedrich-Wilhelm-Gymnasiums.

## Leben
Vitus Loers stammte aus Großheide. Über seinen Lebensweg gibt es nur wenige Zeugnisse. Er studierte ab 1818 Philologie an der Friedrich-Wilhelms-Universität in Bonn. Am 23. Dezember wurde er von Carl Friedrich Heinrich, Wilhelm Adolf Diesterweg und Karl Josef Hieronymus Windischmann mündlich geprüft. 1821 wurde er Lehrer am Gymnasium zu Trier (1896 umbenannt in Friedrich-Wilhelm-Gymnasium). 1825 war er dort Oberlehrer. Am 17. November 1835 wurde er als zweiter Direktor, neben Johann Hugo Wyttenbach, durch Theodor Brüggemann eingeführt. Sein Jahresgehalt betrug 1000 Taler. Loers galt als reaktionär und wurde durch die Regierung mit der politischen Aufsicht über das Gymnasium beauftragt. Nachdem Wyttenbach in den Ruhestand versetzt wurde, beförderte die Regierung Loers zum Direktor des Gymnasiums. Sein Spitzname an der Schule war „Veit“. Nach längerer Krankheit trat er am 1. Mai 1858 in den Ruhestand. Sein Nachfolger wurde Anton Josef Reisacker (1821–1882). Vitus Loers starb am 26. September 1859 in Trier. Er stiftete seiner Schule zwei Stipendien, da er ledig gewesen war.
Vitus Loers trat als Philologe besonders durch seine Textvergleiche des Ovids hervor. Seine Schriften dazu veröffentlichte er in den Trierer Schulprogrammen, aber auch selbstständig in verschiedenen Verlagen. Anerkennung erfuhr er auch dadurch, dass zwei Arbeiten in dem Rheinischen Museum für Philologie erscheinen durften. Es sind auch einige Rezensionen in Fachzeitschriften bekannt.

## Loers und sein Schüler Karl Marx
Loers unterrichtete Karl Marx im Schuljahr 1834/1835 im Fach Latein. Dazu verwendete er Texte von Ovid, Thukydides des Sokrates, Homer und aus der Antigone von Sophocles ohne die schwierigen Stellen aus den Chorgesängen. Am 10. August 1835 wurden Marx und seine Mitschüler von Loers mit der Übersetzung aus dem Griechischen „Aus Sophoclis Trachiniae. V. 140-176“ geprüft. Er bewertete die Übersetzung mit „3“. „Einiges hat er recht gut übersetzt; aber in den meisten Fällen hat er entweder nicht den Sinn des Dichters getroffen oder das Griechisch wenig elegant in deutscher Sprache wiedergegeben“. Am 15. August wurde der lateinische Aufsatz „An pricipatus Augusti merito inter feliciores reipublicae Romanae aetates numeratur?“ von Wyttenbach und Loers gestellt. Die Lehrer bewerteten die Arbeit mit „2-3“ und vermerkten: „Abgesehen von dem, was wir an den jeweiligen Stellen angemerkt haben, und mehreren Fehlern vor allem gegen Ende nach der Behandlung des Stoffes, nach der dabei bewiesenen Kenntnis der Geschichte und nach dem Bemühen um guten lateinischen Ausdruck insgesammt eine beachtliche Arbeit. Aber was für eine schandbare Handschrift !!!“
Heinrich  Marx berichtete seinem Sohn Karl über Loers am 18. November 1835: „Loers hat es sehr übel empfunden, daß Du ihm keinen Abschiedsbesuch gemacht. Nur Du und Clemens waren die einzigen hat H. Schlick [gesa]gt. Ich mußte mich zu einer unschuldigen Lüger entschließen und ihm sage, … wir während seiner Abwesenheit dort gewesen" sind. Außerdem schrieb er:„H. Loers ist zum 2ten Direktor ernannt worden, und war Gestern H. [Brüg]emann als Commisarius hier zur Installation. es war große … [Fei]erlichkeit, wo H. B[rüggeman]n und Loers gesprochen. Mittag hat H. Loers großes Essen gegeben, wo ich auch w[ar].“ […] „Bey Gelegenheit des Festes des H. Loers, war mir die Lage des guten Wyttenbach höchst peinigend.““

## Werke
- Platonis Menexenus rec., e graeco in latinum convertit et commentariis illustravit Vitus Loers. Dumont-Schauberg, Köln am Rhein 1824.[13][14]
- De Fr. Astii sententia, Menexenum non a Platone scriptum esse, commentatio. Dumont-Schauberg, Köln am Rhein 1824.
- Specimen annotationis in P. Ovidii Nasonis Heroidas scripsit Vitus Loers. Lintz, Trier 1825.[15][16]
- Über die Heroiden Ovids (Programm der öffentlichen Prüfungen der Schüler im Gymnasium zu Trier am Ende des Schuljahres 1824/25). Hetzroth, Trier 1825, S. 3–32.
- Heroides et A. Sabini Epistolae. Insunt variae Lectiones XII codicum separatim excusae. Pars I. M. Dumont-Schauberg, Köln 1829 (online).[17]
- Heroides et A. Sabini Epistolae. Insunt variae Lectiones XII codicum separatim excusae. Pars II. M. Dumont-Schauberg, Köln 1830 (online).
- De P. Ovidii Nasonis filia. In: Rheinisches Museum für Philologie. Hrsg. von F. G. Welcker und August Ferdinand Naeke. Eduard Weber, Bonn 1832, S. 125–134 (PDF; 1,4 MB).
- Prolegomena in P. Ovidii Nasonis Tristium Libros V. In: Programm der öffentlichen Prüfungen der Schüler im Gymnasium zu Trier am Ende des Schuljahres 1835/36. Blattau, Trier 1836.
- Metamorphoseon libri XV. Recensuit, varias scripturas omn. codd. adhuc collatorum et vetust. edit. apposuit, commentariis instruxit, praefat. est et indicem addidit Vit. Loers. Friedrich Fleischer, Leipzig 1837 (online).
- P. Ovidii Nasonis Tristium libri quinque. Ad veterum librorum fidem recensuit, varias scripturas omnium codicum a superioribus editoribus collatorum, imprimis Heinsianorum, e Burmanni et Heinsii schedis idiographis et aliunde auctas, correctas, expletas, quibus V novae collationes accesserunt, itemque varias scripturas VIII editionum saeculi XV. apposuit, commentariis instruxit, praefatus est et indicem addidit Vitus Loers . Friedrich Lintz, Trier 1839 (online).[18]
- De Dionysii Halicarnassei iudicio de Platonis oratione ac genere dicendi Dissertatio. Trier 1840 (online).
- De Dionysii Halicarnassei indicio de Platonis oratione ac genere dicendi dissertatio. In: Programm der öffentlichen Prüfungen der Schüler im Gymnasium zu Trier am Ende des Schuljahres 1839/40. Linz, Trier 1840.
- Quae ratio inter Platonis Menexenum et Lysiae laudationem sive epitaphium intercedat, disputatio. In: Programm der öffentlichen Prüfungen der Schüler im Gymnasium zu Trier am Ende des Schuljahres 1845/46. Fr. Lintz, Trier 1846 (online).
- Über die Echtheit der 15. Epistel des Ovidius. In: Rheinisches Museum für Philologie, Jahrgang 4, 1846, S. 40–48 (online).
- Commentari in P. fastos Particula I. In: Programm der öffentlichen Prüfungen der Schüler im Gymnasium zu Trier am Ende des Schuljahres 1850/51. Lintz, Trier 1851, S. 1–19.
- De tribus P. Ovidii Nasonis Fastorum codicibus manu scriptis commentatio.Insunt vanae lectiones integrae praestantissimi codicis manu soipti Treverensis, nunc primum collati. Frid. Lintz, Trier 1857 (online).[19]

Briefe und Archivalien
- Vitus Loers an Adelbert von Keller 1. Oktober 1856. Universitätsbibliothek Tübingen Signatur: Md 760-607
- Protokoll der nachträglichen Prüfung des Philologiestudenten Vitus Loers am 20. Dezember 1819. Universitäts- und Landesbibliothek Bonn. Signatur: S 1015, II
- Vitus Loers an August Ferdinand Naeke 15. Juli 1827. Universitäts- und Landesbibliothek Bonn. Signatur: S 676
- Vitus Loers an den Verlag Walter de Gruyter 20. Juli 1836 – Repertorium der Briefe aus dem Archiv Walter de Gruyter Digitalisat